# Paralecanium mancum
Paralecanium mancum är en insektsart som först beskrevs av Green 1922.  Paralecanium mancum ingår i släktet Paralecanium och familjen skålsköldlöss.
Artens utbredningsområde är Sri Lanka. Inga underarter finns listade i Catalogue of Life.